# Lingtang Shuiku
Lingtang Shuiku (kinesiska: 凌塘水库) är en reservoar i Kina. Den ligger i provinsen Jiangsu, i den östra delen av landet, omkring 55 kilometer öster om provinshuvudstaden Nanjing. Lingtang Shuiku ligger 24 meter över havet. Arean är 1,5 kvadratkilometer. Trakten runt Lingtang Shuiku består till största delen av jordbruksmark. Den sträcker sig 2,8 kilometer i nord-sydlig riktning, och 1,9 kilometer i öst-västlig riktning.
Genomsnittlig årsnederbörd är 1 277 millimeter. Den regnigaste månaden är juli, med i genomsnitt 262 mm nederbörd, och den torraste är december, med 31 mm nederbörd.